# Oscar Mina
Oscar Mina (Serravalle, 24 de septiembre de 1958) es un político sanmarinés. Fue uno de los dos Capitanes Regentes, que sirvió junto con Massimo Cenci desde el 1 de abril hasta el 1 de octubre de 2009. Asumió nuevamente el cargo, esta vez junto a Paolo Rondelli, desde 1 e abril hasta el 1 de octubre de 2022.

## Biografía
En 1979 se graduó como ingeniero eléctrico y posteriormente estudió ciencias políticas en la Universidad de Urbino. Trabajó como técnico en la Empresa Estatal Autónoma de Servicios entre 1979 y 1992 y como jefe de servicio hasta 2019.
Mina se unió al Partido Demócrata Cristiano Sanmarinense en 1998. Fue elegido como miembro del Gran Consejo General de San Marino en 2006, 2008, 2012, 2016 y 2019. Ha sido miembro del Comité de Finanzas, de Asuntos Interparlamentarios, Justicia y actualmente preside el Comité de Salud. Es miembro de la delegación de San Marino en la Asamblea Parlamentaria de la Organización para la Seguridad y la Cooperación en Europa desde 2008.